# Бёрд-Смит, Дейн
Дейн Алекс Бёрд-Смит (англ. Dane Alex Bird-Smith; род. 15 июля 1992, Киппа-Ринг, Квинсленд, Австралия) — австралийский легкоатлет, специализирующийся в спортивной ходьбе. Бронзовый призёр Олимпийских игр 2016 года на дистанции 20 км. Чемпион Игр Содружества 2018 года. Чемпион Универсиады (2015). Пятикратный чемпион Австралии.

## Биография
Отец Дейна, Дэвид Смит, также был легкоатлетом, участвовал в Олимпийских играх 1980 и 1984 годов в спортивной ходьбе. В Москве он был дисквалифицирован на дистанции 20 км и сошёл на 50 км. Спустя 4 года финишировал 10-м в заходе на 20 км. Поэтому первые шаги в спорте его сын сделал довольно рано.
В юношеские годы Бёрд-Смит специализировался в беге на 400 метров (личный рекорд 48,99 в 17 лет) и даже становился чемпионом Австралии среди юниоров в эстафете 4×400 метров. Выступать в ходьбе начал, чтобы помочь своей школе на региональных соревнованиях (других желающих не нашлось). Под руководством своего отца он очень быстро прогрессировал, и уже в 2009 году занял 8-е место на юношеском чемпионате мира в ходьбе на 10 000 метров. Спустя год на чемпионате мира среди юниоров Дейн был ещё ближе к пьедесталу, заняв 5-е место.
В 2012 году дебютировал за взрослую сборную Австралии на Кубке мира по ходьбе, где финишировал 41-м на дистанции 20 км и стал бронзовым призёром в командном первенстве.
На чемпионате мира 2013 года выступил значительно лучше, заняв 11-е место. Спустя 2 года финишировал уже 8-м на мировом первенстве.
Первую крупную победу одержал в 2015 году на Универсиаде, где выиграл заход на 20 км, опередив на 3 секунды канадца Бенджамина Торна.
Занял 4-е место на командном чемпионате мира по ходьбе в 2016 году, уступив 2 секунды бронзовому призёру испанцу Альваро Мартину. Время Дейна, 1:19.38, стало его новым личным рекордом и первым результатом в карьере быстрее 1 часа 20 минут.
На Олимпийских играх в Рио-де-Жанейро он снова улучшил своё достижение. Дистанцию 20 км Бёрд-Смит преодолел за 1:19.37, что позволило ему завоевать бронзовую медаль Игр. Впереди оказались лишь два китайца, Ван Чжэнь и Цай Цзэлинь.
Установил личный рекорд в ходьбе на 20 км (1:19.28) на чемпионате мира 2017 года в Лондоне, но в этот раз занял только шестое место.
В апреле 2018 года выиграл Игры Содружества, которые проходили у него на родине в австралийском Голд-Косте. В жаркую погоду он на 4 секунды опередил англичанина Тома Босуорта и установил новый рекорд соревнований — 1:19.34.
Закончил Квинслендский университет в Брисбене, где получил образование в области физического воспитания.

## Основные результаты
| Год  | Турнир                             | Место проведения         | Дисциплина      | Место | Результат |
| ---- | ---------------------------------- | ------------------------ | --------------- | ----- | --------- |
| 2009 | Чемпионат мира среди юношей        | Брессаноне, Италия       | ходьба 10 000 м | 8-е   | 43.53,62  |
| 2010 | Кубок мира по ходьбе среди юниоров | Чиуауа, Мексика          | ходьба 10 км    | —     | DQ        |
| 2010 | Чемпионат мира среди юниоров       | Монктон, Канада          | ходьба 10 000 м | 5-е   | 41.32,36  |
| 2012 | Кубок мира по ходьбе               | Саранск, Россия          | ходьба 20 км    | 41-е  | 1:25.41   |
| 2013 | Чемпионат мира                     | Москва, Россия           | ходьба 20 км    | 11-е  | 1:23.06   |
| 2014 | Кубок мира по ходьбе               | Тайцан, Китай            | ходьба 20 км    | 14-е  | 1:20.27   |
| 2015 | Универсиада                        | Кванджу, Южная Корея     | ходьба 20 км    | 1-е   | 1:21.30   |
| 2015 | Чемпионат мира                     | Пекин, Китай             | ходьба 20 км    | 8-е   | 1:21.37   |
| 2016 | Командный чемпионат мира по ходьбе | Рим, Италия              | ходьба 20 км    | 4-е   | 1:19.38   |
| 2016 | Олимпийские игры                   | Рио-де-Жанейро, Бразилия | ходьба 20 км    | 3-е   | 1:19.37   |
| 2017 | Чемпионат мира                     | Лондон, Великобритания   | ходьба 20 км    | 6-е   | 1:19.28   |
| 2018 | Игры Содружества                   | Голд-Кост, Австралия     | ходьба 20 км    | 1-е   | 1:19.34   |
| 2018 | Командный чемпионат мира по ходьбе | Тайцан, Китай            | ходьба 20 км    | —     | DNF       |